# サミュエル・ブロンストン
サミュエル・ブロンストン（Samuel Bronston、1908年3月26日 - 1994年1月12日）は、アメリカ合衆国の映画プロデューサーである。『エル・シド』や『キング・オブ・キングス』、『ローマ帝国の滅亡』などを手がけた。

## 経歴
1908年3月26日、ベッサラビアに生まれる。ソルボンヌで学んだ。その後、MGMのフランス支部で営業職を務めた。1937年、アメリカ合衆国へ渡る。1943年、サミュエル・ブロンストン・プロダクションズを立ち上げた。1950年代後半にスペインへ渡り、大作映画の製作により成功を収めた。1994年1月12日、カリフォルニア州サクラメントにて肺炎により死去。85歳没。

## フィルモグラフィー

### 映画
- 黒い霧の果て City Without Men （1943年）
- 大海戦史 John Paul Jones （1959年）
- エル・シド El Cid （1961年）
- キング・オブ・キングス King of Kings （1961年）
- 北京の55日 55 Days at Peking （1963年）
- ローマ帝国の滅亡 The Fall of the Roman Empire （1964年）
- サーカスの世界 Circus World （1964年）

## 受賞
- 1962年 - 第19回ゴールデングローブ賞 - 特別業績賞（『エル・シド』）[6]